# Ню Йорк Айлендърс
Ню Йорк Айлендърс е отбор от НХЛ, основан в Юниъндейл, Ню Йорк, САЩ. Състезава се в източната конференция, атлантическа дивизия.